# Transgex
Transgex este o companie din România care are ca obiect principal de activitate executarea lucrărilor de prospecțiune, explorare și exploatare pentru zăcămintele de ape geotermale puse în evidență prin foraje de mare adâncime executate în Câmpia de Vest a României începând cu anul 1964.
Compania are în administrare 48 de sonde, din care sunt puse în producție 24 în 17 perimetre.
Transgex este membră a grupului Dafora, deținut de omul de afaceri Gheorghe Călburean.
Acțiunile Transgex sunt listate pe piața Rasdaq.
Transgex este una din cele mai mari companii din România care se ocupă cu exploatarea apelor geotermale din țară,
exploatând aproximativ jumătate din cantitățile de apă geotermală concesionate în România.
Transgex a fost fondată în 1959 în orasul Ștei, județul Bihor.
De asemenea, compania deține și 2 hectare de seră în Livada, județul Bihor, în scopul producerii de roșii în spațiu protejat.
În anul 2008, Transgex a înregistrat o cifră de afaceri de aproximativ 13,3 milioane lei și un profit de aproximativ 0,5 milioane lei.